# ضمان الجودة
ضمان الجودة (بالإنجليزية: Quality Assurance)‏ اختصارا QA هي جميع الأنشطة المخطط لها ومنهجية تنفيذها في إطار منظومة الجودة التي يمكن البرهنة على أنها توفر الثقة بأن المنتج أو الخدمة ستفي بمتطلبات الجودة.
ضمان الجودة يشير إلى العمليات والإجراءات التي ترصد بشكل منهجي مختلف جوانب عملية أو خدمة أو مرفق لكشف وتصحيح والتأكد من أنه يتم الوفاء بمعايير الجودة. غالبا ما تستخدم بالتبادل مع مراقبة الجودة (QC)، ولكن ضمان الجودة هو مفهوم أوسع يشمل جميع السياسات والأنشطة المنهجية التي تنفذ ضمن نظام الجودة، وعادة ما تتضمن:
- تحديد المتطلبات التقنية الكافية من المدخلات والمخرجات
- اعتماد وتصنيف الموردين
- اختبار المواد المشتراة من حيث مطابقتها للمعايير الجودة والأداء والسلامة والموثوقية
- استلام والتخزين، وإصدار المواد بشكل صحيح
- تدقيق عملية الجودة
- تقييم العمليات وإتخاذ ما يلزم من الإجراءات التصحيحية
- تدقيق الناتج النهائي للتأكد من مطابقته لمتطلبات:
  - التقنية
  - الموثوقية
  - الصيانة
  - الأداء
  - داكوتا

## نبذة تاريخية
عندما بدأ حرفيون متخصصون في صناعة أدوات ومنتجات للآخرين للاستخدام، كان مبدأ الجودة بسيطا: «ليحترس المشتري» (caveat emptor). ثم كانت مشاريع الهندسة المدنية الأولى التي احتاجت إلى البناء بمواصفات، على سبيل المثال الجوانب الأربع لقاعدة الهرم الأكبر في الجيزة كان مطلوبا أن تكون عموديه إلى حد 3.5 ثانية زاوية. [بحاجة لمصدر]
خلال العصور الوسطى، النقابات اعتمدت المسؤولية عن مراقبة الجودة لأعضائها، والحفاظ على معايير معينة لعضوية النقابة.
الحكومات الملكية المشترية للمواد كانت مهتمة بمراقبة الجودة مثلها مثل العميل والزبائن. لهذا السبب، عين جون ملك انكلترا وليام ورثام ليقدم له تقرير حول بناء وإصلاح السفن. بعد قرون لاحقا، صموئيل بيبيس، أمين هيئة أركان البحرية البريطانية، عين مشرفين متعددين من هذا القبيل.
قبل التقسيم الواسع للعمالة والميكنة الناتجة عن الثورة الصناعية، كان من الممكن للعاملين مراقبة جودة منتجاتهم. يمكن القول أن ظروف العمل حينها كانت تفضي إلى مزيد من الاعتزاز المهني.
الثورة الصناعية أدت إلى نظام يتم فيه تجميع مجموعات كبيرة من الناس يؤدون نوع مماثل من العمل تحت إشراف رئيس عمال الذي يتم تعيينه لمراقبة جودة العمل المصنع.

### إنتاج زمن الحرب
في وقت قريب من الحرب العالمية الأولى، عمليات التصنيع عادة ما أصبحت أكثر تعقيدا مع الأعداد الكبيرة من العمال الذين يشرف عليهم. هذه الفترة شهدت ادخال واسع النطاق للإنتاج بالجملة وبالقطعة، مما تسبب في مشاكل لأن العمال أستطاعوا الآن كسب المزيد من المال عن طريق إنتاج منتجات إضافية، الأمر الذي أدى بدوره إلى سوء تصنيع القطعة التي يجري نقلها إلى خط التجميع. لمكافحة سوء التصنيع، أدخل مفتشون يداوم في المصنع على تحديد جودة القطع، وعزل الفاسد، وتصحيح فشل جودة المنتج. وادخلت مراقبة الجودة عن طريق التفتيش في العشرينات والثلاثينيات مما أدى إلى نمو وظائف فحص الجودة، وتنظيم جودة الإنتاج بما يكفي وتكون تحت رئاسة مشرفين.
النهج المنظم للجودة بدأ في الإنتاج الصناعي خلال الثلاثينيات، ومعظمها في الولايات المتحدة، عندما كان بعض الاهتمام يعطى لتكلفة الخردة وإعادة الشغل. مع الآثار الناجمة عن الإنتاج الضخم، والذي كان مطلوبا خلال الحرب العالمية الثانية وخصوصا في مجال صنع السلاح والذخيرة، أصبح من الضروري تقديم شكل أكثر ملاءمة لمراقبة الجودة والذي يمكن تعريفه بالمراقبة الإحصائية للجودة SQC. تعود بعض الأعمال الأولية للمراقبة الغحصائية للجودة إلى لوالتر أ. شيوارت من مختبرات بيل، بدءا من ملاحظته القصيرة الشهيرة من صفحة واحدة عام 1924.
المراقبة الإحصائية للجودة جاءت مع إدراك أن الجودة لا يمكن تفتيشها بشكل كامل في دفعة كاملة من السلع إلا عن طريق تمديد مراحل الفحص وجعل منظمات الفحص أكثر فعالية، حيث يوفر للمفتشين أدوات تحكم مثل أخذ العينات العشوائية ورسم المراقبة البياني، عندما يكون الفحص بنسبة مائه في المائة ليس عمليا. فالأساليب الإحصائية القياسية تسمح للمنتج بأخذ عينات واختبار نسبة معينة من المنتجات لفحص جودتها للتحقق من الإيفاء بالمستوى المطلوب من الجودة والثقة في كمية الإنتاج.

### مرحلة ما بعد الحرب
في الفترة التي أعقبت الحرب العالمية الثانية، كانت قدرات التصنيع للكثير من البلدان التي دمرت خلال الحرب قد تم أعادة بناؤها. أرسلت الولايات المتحدة الجنرال دوغلاس ماكارثر للاشراف على إعادة بناء اليابان. خلال تلك الفترة أشرك الجنرال ماك آرثر شخصين رئيسيين في تطوير مفاهيم الجودة الحديثة: ويليام إدواردز ديمنج وجوزيف جوران، كلا الفردين روجا مفاهيم تعاونية للجودة لرجال الأعمال اليابانيين والمجموعات الفنية، واستخدمت هذه الجماعات هذه المفاهيم في إعادة بناء الاقتصاد الياباني.
على الرغم من أن العديد من الأفراد حاولوا توجيه صناعات الولايات المتحدة نحو نهج أكثر شمولا للجودة، واصلت الولايات المتحدة تطبيق مفاهيم مراقبة الجودة من التفتيش وأخذ العينات لإزالة منتجات معيبة من خطوط الإنتاج، متجاهلة في ذلك التقدم في ضمان الجودة لعدة عقود.
إلى أن بدأ أنتاج الصواريخ العابرة للقارات في أمريكا والتي أدت إلى الالتزام بمنهج التحكم في الجودة.

## ضمان الجودة مقابل مراقبة الجودة!!
تشدد مراقبة الجودة على اختبار المنتجات للكشف عن العيوب، وتقديم التقارير إلى الإدارة الذين يتخذون قرار السماح أو رفض الإفراج، وفي حين أن ضمان الجودة تحاول أن تحسن وتزيد استقرار الإنتاج، والعمليات المرتبطة بها، لتفادي، أو على الأقل تقليل المسببات التي أدت إلى وجود عيوب في المنتجات. عند تطبيق ضمان الجودة في التعليم يحدد الوصول إلى الغرض الكلى لتطبيق ضمان الجودة.
لمنع ظهور الأخطاء، تستخدم منهجيات عديدة لضمان الجودة. ولكن، ضمان الجودة لا يعني بالضرورة القضاء على الحاجة إلى مراقبة الجودة: بعض معلمات المنتج حرجة لدرجة أن التجارب لا تزال ضروريه. أنشطة مراقبة الجودة تعامل على أنها جزء لا يتجزأ من العمليات الكلية لضمان الجودة. [بحاجة لمصدر]

### اختبار الفشل
عملية قيمة [بحاجة لمصدر] التنفيذ على منتج كامل استهلاكي هو اختبار الفشل أو اختبار إجهاد. بالمصطلحات الميكانيكية هذه هي تشغيل منتج حتى يفشل، غالبا في ظل اجهادات مثل زيادة الاهتزاز، زيادة الحمولة، درجة الحرارة والرطوبة. هذا يفضح نقاط ضعف كثيرة غير متوقعة في المنتج، والبيانات تستخدم لدفع تحسينات عملية الهندسة والتصنيع. تغييرات بسيطة للغاية في كثير من الأحيان يمكن أن تحسن بشكل كبير من خدمة المنتج، مثل تغيير لطلاء مقاوم للعفن أو إضافة تنصيب وردة -قفل إلى التدريب لموظفي التجميع الجدد.

### التحكم الإحصائي
منظمات كثيره [بحاجة لمصدر] تستخدم مراقبة العملية الإحصائية للوصول بالمنظمة لمستويات ستة سيغما للجودة، بعبارة أخرى، لكي يكون احتمال الفشل غير المتوقع يقتصر على ستة انحرافات معيارية على التوزيع الاحتمالي الطبيعي. هذا الاحتمال يعادل أقل من واحد من المليون (أي منتج فاسد واحد من بين مليون منتج جيد). العناصر الخاضعة للرقابة غالبا ما تشمل أيضا مهام السعاة مثل دخول الطلب بالإضافة إلى مسؤوليات التصنيع التقليدية. [بحاجة لمصدر]
الضوابط التقليدية لمراقبة العملية الإحصائية في عمليات التصنيع عادة ما تمضي بأخذ العينات العشوائية واختبار جزء من الإنتاج. وتحدد اللوائح كيفية أخذ العينات وطرق فحصها، الفروق في درجات التحمل الحرجة تتبع بشكل مستمر، وحيثما كان ذلك ضروريا يتم تصحيحها قبل تركيبها في أجهزة تصبح سيئة.

### إدارة الجودة الشاملة
هي إدارة إستراتيجية تهتم باستخدام الجودة في كل العمليات من الإدارة إلى التخطيط إلى التصميم إلى التصنيع والتركيب والفحص، إلى التخزين والتوريد. وتستخدم إدارة الجودة الشاملة في العديد من المجالات مثل التصنيع والتعليم والحكومة وصناعات الخدمة (بالإنجليزية: Service industries)‏ والبرامج العلميّة وتستخدمها أيضا ناسا.
تعتمد جودة الناتج اعتمادا مباشرا على جودة جميع مراحل التصنيع والمشاركين في عملية الإنتاج،  وعادة يكون بعض منها يخضع لعمليات تتسم بالجودة يستخدم على نحو مستدام ويراقب بفعالية، بينما لا تخضع عمليات أخرى لهاذا النظام الدقيق في الفحص. مثل تلك الحالة «المائعة» توضح عدم وجود رقابة الجودة. أما العمليات الإنتاجية التي تدار على نحو ملائم للجودة من أعلى المؤسسة إلى أسفل (أي من الإدارة إلى المخازن وغيرها) فإنها تنتج جودة مضمونة، وهذه هي إدارة الجودة الشاملة.
المشكلة الرئيسية التي تؤدي إلى حدوث انخفاض في البيع هي أن المواصفات لم تتضمن أهم عامل، «ماذا يتعين على المواصفات أن تبين من أجل تلبية متطلبات العملاء؟».
الخصائص الرئيسية، المتجاهلة أثناء البحث لتحسين التصنيع والأداء الإجمالي للأعمال هي:
- الموثوقية
- الحفاظية
- الأمان
- القوة

بما أن أهم عامل تم تجاهله، كان لا بد من أدخال بعض التحسينات:
1. على التسويق أن يقوموا بعملهم بشكل صحيح، ويحددوا مواصفات الزبون.
2. المواصفات لا بد من تعرف لتتوافق مع هذه المتطلبات.
3. المطابقة للمواصفات أي الرسم، المعايير وغيرها من الوثائق ذات الصلة، أدخلت خلال التصنيع،التخطيط والمراقبة.
4. على الإدارة أن تتأكد أن كل المشغلين متساوين بالعمل المفروض عليهم، والأعياد، الاحتفالات والخلافات لا تؤثر على أي من مستويات الجودة.
5. اجريت عمليات التفتيش والاختبارات، وجميع المكونات والمواد، اشترى ت أو خلاف ذلك، مطابقة للمواصفات، ومعدات قياس كانت دقيقة، وهذه هي مسؤولية إدارة ضمان / مراقبة الجودة.
6. أي شكوى ترد من عملاء تم التعامل معها بصورة مرضية في الوقت المناسب.
7. ردود الفعل من المستخدم/العميل تستخدم لمراجعة التصاميم.
8. تسجيل بيانات متسق والتقييم وتكامل التوثيق.
9. إدارة تغيير المنتج و/أو العملية والأخطار.

إذا كانت المواصفات لا تعكس متطلبات الجودة الحقيقية، لا يمكن ضمان جودة المنتج. على سبيل المثال، يجب على المعلمات لأوعية الضغط أن تغطى ليس فقط المواد والأبعاد ولكن متطلبات التشغيل، البيئة،السلامة، الاعتمادية والصيانة.

## ضمان الجودة في تطوير البرمجيات
فيما يلي أمثلة على نماذج ضمان الجودة المتعلقة بعملية تطوير البرمجيات.

### النماذج والمعايير
ايزو 17025 هو معيار دولي يحدد المتطلبات العامة لكفاءة لتنفيذ الاختبارات والمعايرة. هناك 15 متطلب إدارة و 10 متطلبات تقنية. هذه المتطلبات تضع الخطوط العريضة لما يجب أن يقوم به مختبر ليصبح معتمد.
نظام الإدارة يشير إلى هيكل المنظمة لإدارة عملياتها أو الأنشطة التي تحول المدخلات من الموارد إلى منتج أو خدمة التي تلبى
أهداف المنظمة، مثل تلبية متطلبات الجودة للعملاء، الامتثال للأنظمة، أو تحقيق الأهداف البيئية.
يُستخدم تكامل نموذج نضوج المقدرة (CMMI) بشكل واسع لتطبيق الجودة (PPQA) في منظمة. مستويات النضج لCMMI يمكن تقسيمها إلى 5 خطوات التي يمكن لشركة أن تحققها من خلال أداء أنشطة محددة داخل المنظمة.

## ضمان الجودة للشركات
خلال الثمانينيات، برز إلى الواجهة مفهوم «جودة شركة» مع التركيز على الإدارة والناس. لقد أدرك أنه إذا اقتربت جميع الأقسام من الجودة بعقل مفتوح، يكون النجاح ممكن إذا قادت للإدارة عملية تحسين الجودة.
تهج الجودة على صعيد الشركة يضع تركيز على أربعة جوانب: --
1. عناصر مثل الرقابة، إدارة العمل، عمليات وافية، الأداء، معايير النزاهة وتحديد سجلات.
2. الجدارة مثل المعرفة، المهارات، الخبرة والمؤهلات.
3. العناصر الينة، مثل نزاهة العاملين،الثقة، الثقافة التنظيمية، التحفيز، روح الفريق ونوعية العلاقات.
4. البنية التحتية، لأنها تعزز أو تحد من الوظيفية.

جودة النواتج معرضة للخطر إذا كان أي من هذه الجوانب قاصرة بأي شكل من الأشكال.
النهج لإدارة الجودة المعطى هنا بالتالى لا يقتصر على مسرح الصناعة فقط ولكن يمكن تطبيقه على أي عمل أو نشاط غير تجاري:
- أعمال التصميم
- الخدمات الإدارية
- الاستشارات
- الخدمات المصرفية
- التأمين
- تطوير برامج الكمبيوتر
- تجارة التجزئة
- المواصلات
- التعليم

أنها تتضمن عملية تحسين الجودة، التي هي عامة بمعنى أنه يمكن تطبيقها على أي من هذه الأنشطة وأنها تضع نمط سلوك، الذي يدعم تحقيق الجودة.
وهذا بدوره مدعوم بممارسات إدارة الجودة التي يمكن أن تشمل عددا من نظم الأعمال والتي عادة ما تكون محددة لأنشطة وحدة الأعمال المعنية.
في أنشطة الصناعة والبناء، يمكن أن تساوى هذه الممارسات التجارية بنماذج لضمان الجودة التي حددتها المعايير الدولية الواردة في سلسلة أيزو 9000 والمواصفات المحددة لنظم الجودة.
لا يزال، في نظام جودة شركة، العمل الذي يجري الاضطلاع كان تفتيش أرضية المصنع الذي لم يكشف عن مشاكل الجودة الرئيسية. أدى هذا إلى ضمان الجودة أو مراقبة الجودة الشاملة، والتي ظهرت إلى الوجود في الآونة الأخيرة.

## استخدام المقاولين و/أو المستشارين
لقد أصبح من المعتاد استخدام الاستشاريين والمقاولين عند إدخال ممارسات وأساليب جودة جديدة، وخاصة عندما تكون المهارات والخبرات المناسبة غير متوفرة داخل المنظمة. بالإضافة إلى ذلك، عندما تكون مبادرات جديدة وتحسينات مطلوبة لدعم نظام الجودة الحالية، أو ربما تحسين نظم التصنيع الحالية، استخدام استشاريين مؤقتين يصبح حلا قابلا للتطبيق عند تخصيص الموارد القيمة.
هناك أنواع مختلفة من الاستشاريين والمقاولين المتاحين في السوق؛ معظمهم سيكون لديهم المهارات اللازمة لتسهيل أنشطة التحسين مثل مراجعة حسابات نظم إدارة الجودة (QMS) وكتابة التوثيق الأجرائية. الاستشاريين الأكثر الخبرة من المرجح أن يكونوا على علم بأنشطة تحسين الجودة المتخصصة مثل تكامل نموذج نضوج المقدرة، ستة سيغما، تحليل نظم القياس (MSA)، تنفيذ جودة وظيفة (QFD)، أسلوب الفشل وتحليل التأير (FMEA)، التخطيط المسبق لجودة المنتج (APQP).